# Nuestra Señora de Juquila
Nuestra Señora Inmaculada Virgen de Juquila, Virgen de Juquila, Juqui o Juquilita es una Advocación mariana de la Virgen María bajo la advocación de la Limpia y Pura Concepción, originario de la población del mismo nombre. Su santuario se halla localizado en la ciudad de Santa Catarina Juquila, en el estado de Oaxaca, México. Su fiesta se celebra el 8 de diciembre con música típica, bailes tradicionales y festejos de gran colorido.

## Descripción
Tiene una tercia de vara (30 cm) y el grueso de 2 dedos (4 cm aproximadamente y 15 cm de ancho del vestido), viste una túnica, sobre la que cae el manto que se desprende de los hombros y se tercia airosamente bajo el brazo izquierdo. El cabello se extiende sobre el ropaje, las manos están unidas ante el pecho y los ojos modestamente inclinados. Estos rasgos los comparte con la imagen de la Virgen de los Remedios de Santiago Jamiltepec, sin embargo la imagen de Jamiltepec es de tez blanca.

## Historia
Según textos antiguos, los primeros habitantes vinieron de la región de la mixteca, quienes se establecieron a las orillas de un caudaloso río que les proporcionaba las condiciones apropiadas para un buen desarrollo, empezando a poblar lo que en la actualidad es Juquila. En 1725, por su importancia religiosa, se le dió la categoría de cabecera municipal y distrito político. De acuerdo con anécdotas de los abuelos y de diversas historias, Juquila fue una jurisdicción de vasallaje de Tututepec, en 1526. Con la llegada de fray Jordán de Santa Catalina a un pueblo de nombre Amialtepec, quien durante su estancia ocupó los servicios de un humilde campesino a quien educó religiosamente. Cuando llegó el momento de que fray Jordán regresara a su lugar de origen y tenía que pagarle al humilde campesino, le regaló en recompensa una imagen de la Purísima Concepción (la cual fue tallada en España), advirtiéndole que tenía que venerarla como le había enseñado, la imagen fue colocada en el jacal del humilde campesino. Cuentan que un día el jacal se incendió y se redujo a cenizas, presentando la imagen solo ligeras quemaduras, posteriormente acontecieron diversos milagros de los cuales se enteraron los pueblos circunvecinos y así fue como los habitantes de Juquila se organizaron para trasladar la imagen a su comunidad. Así es como se principia el nacimiento de un pueblo religioso, hasta llegar a la construcción del santuario donde actualmente se continúa venerando esta imagen, realizando sus festividades y actos religiosos cada 8 de diciembre, día de la Inmaculada Concepción de la Virgen.

### La Vírgen de la Juquila en nuestra historia
Por haber comenzado a darse culto en este tiempo a la Vírgen de Juquila, se hace necesario tejer su historia de bastante interés para el pueblo oaxaqueño. Con el nombre de Juquila se conoce la pequeña imagen de la Madre de Dios, generalmente venerada y visitada desde entonces año por año, por miles de devotos. Tiene una tercia de vara (30 cm) y el grueso de 2 dedos (4 centímetros aproximadamente y 15 cm de ancho del vestido), viste una túnica sobre la que cae el manto que se desprende de los hombros y se tercia airosamente bajo el brazo izquierdo. El cabello se extiende sobre el ropaje, las manos están unidas ante el pecho y los ojos modestamente inclinados. Perteneció primeramente a fray Jordán de Santa Catalina, pasando luego por donación de este religioso al poder de un indio natural de Amialtepec, piadoso y gran devoto de María. Los vecinos de Amialtepec, donde la llevó su nuevo dueño, cobraron a la imagen singular afecto visitándola con frecuencia e invocándola en sus necesidades, Sin duda aquellas peticiones fueron bien acogidas por la reina de los cielos, pues se contaban maravillas obradas por su intercesión, y tanto, que pronto la fama viajó por los pueblos circunvecinos y aún llegó a lugares distintos de donde partían devotos peregrinos para visitar el jacal de Amialtepec que guardaba la santa imagen. La noticia de tales acontecimientos llegó al cura del lugar, don Jacinto Escudero, persona instruida y sensata quien, para evitar abusos fáciles de cometer con pretextos de devoción en una casa privada lejos de la vigilancia de los sacerdotes, venciendo la resistencia del propietario de la sagrada imagen la trasladó al templo. Ahí la devoción creció y los peregrinos aumentaron considerablemente.

## El milagro
Corría el año de 1633 cuando llegó el invierno, los nativos
```
pusieron fuego a la hierba seca del monte, como es costumbre entre ellos, para lograr en la primavera pasto verde para los ganados, esta vez, el fuego cundió rápidamente y ayudado del viento, muy en breve hizo presa de los jacales de Amialtepec, los habitantes huyeron y desde un crestón cercano de su montaña vieron sus casas devoradas por las llamas, y el templo mismo en donde estaba la imagen de la virgen, por el voraz incendio, templos y casas desaparecieron. Pasado el peligro y repuestos los indígenas del susto, al volver sobre el ennegrecido suelo para recoger lo que de sus cosas hubiese perdonado el fuego, vieron con sorpresa que era en efecto un montón de cenizas, pero que sobre esta quedaba entera, con sus vestidos intactos y aunque ligeramente ahumada, la imagen de María. De ese acontecimiento quedó memoria en un cuadro que el doctor Manuel Ruiz de Cervantes asegura haber visto en que estaba pintado el incendio con esta descripción: Milagrosa imagen de nuestra señora de Amialtepec, en donde quemándose toda la iglesia y el altar en que estaba colocada, pasado el incendio se haya sobre las cenizas del templo, sin quemarse ni aun el vestido. El padre, maestro, Nicolás Arrazola, persona docta que escribió sobre el caso, dice que el hecho está auténtico y en comprobación de él cita los párrocos de aquel lugar, Escudero, ya mencionado y Casaus que fue después penitenciario de Oaxaca: a los señores Patricio Carmona José, Santos Ofendi y Antonio Ayuro, recomendaba por su buen juicio y acertado criterio, y en fin, el acuerdo y uniformidad de cuantos presenciaron el acontecimiento que unánimes lo expusieron como se ha referido, bajo la fe del juramento, en el expediente que se instruyó al efecto como constan los documentos antiguos que el mismo Arrazola leyó y tuvo en su poder. Aquel suceso causó viva sensación en Oaxaca, cooperando en buena parte a conmover los ánimos el párroco Escudero con sus consultas dirigidas a las personas más caracterizadas y doctas de la ciudad. Muchos de los vecinos de esta ciudad, de los pueblos inmediatos y aún de las más lejanas montañas de Oaxaca, desde luego se pusieron en marcha hacia el pueblo de Amialtepec, resueltos a ver por sí mismos las señales del prodigio que se contaba. No deben de haberse arrepentido de su viaje, pues desde entonces comenzó para continuar hasta nuestros días la anual peregrinación de los oaxaqueños que desde fines de noviembre salen de todas partes a millares, dirigiendo sus pasos al pueblo de Juquila, llevando en su corazón la segura confianza de que sus males desaparecerán en la presencia de la sagrada imagen .
```

## Culto religioso

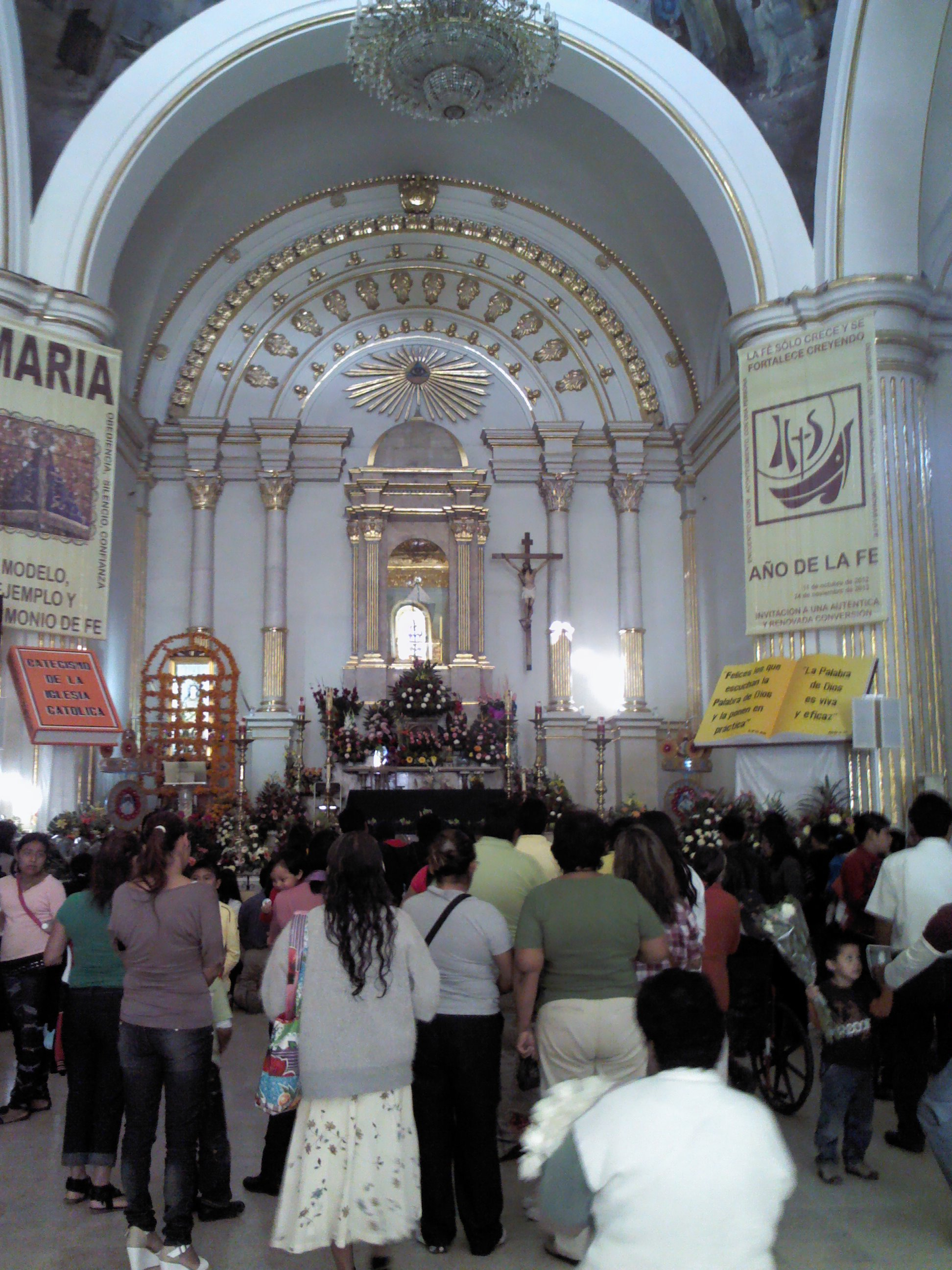
Los peregrinos en la capilla de la Virgen de Juquila

Se trata de una de las manifestaciones católicas en México con mayor cantidad de devotos que le rinden culto, sólo antecedida por las de la Virgen de Guadalupe y la Virgen de San Juan de los Lagos. Es considerada la segunda patrona del estado de Oaxaca, siendo la primera la Virgen de la Soledad en la ciudad capital.
Por muchos fieles también llamada como Virgen de Juqui o simplemente Juqui, o también "Juquilita" recibe a cientos de miles de visitantes al año en su santuario que llegan en peregrinaciones procedentes de distintos puntos de los estados de Oaxaca, Puebla, Tlaxcala, Hidalgo, Estado de México, Guerrero, Veracruz y recientemente Cancún, Quintana Roo. Las peregrinaciones son a pie, ciclistas, antorchistas, todas muy particulares y numerosas, tan distintas entre sí pero al mismo tiempo teniendo todas en común la gran fe hacia la virgen de Juquila, y la gran solidaridad entre los peregrinos para llegar al destino que se han propuesto y prometido.

## Coronación Pontificia
El papa Francisco concedió la Coronación Pontificia a la Imagen en el mes de febrero de 2014 siendo así el acontecimiento histórico para dicho santuario mariano iniciando un proceso en la pastoral diocesana con el tema "María Modelo y Guía en el Camino de la fe" y viendo este signo como la Reconciliación y la Paz, la coronación se efectuó el 8 de octubre de 2014. La Solemne Eucaristía contó con la presencia del nuncio apostólico en México monseñor Christophe Pierre, quien coronó a la imagen de la Virgen en nombre del papa Francisco, contando de igual manera con la participación del arzobispo de la Arquidiócesis de Antequera Oaxaca, monseñor José Luis Chávez Botello, y su obispo auxiliar.

## Fray Jordan de Santa Catarina
Natural de Béjar, del Castañar, cerca Valladolid, hijo de padres humildes y pobres, de apellido Fuentecillas, labradores laboriosos pero constantemente escasos de fortuna y reducidos en sus haberes, en el bautismo recibió el nombre de Cristóbal , muy niño perdió a sus progenitores; fue recogido por una anciana, abuela suya que se procuraba al sustento mendigando el pan de puerta en puerta, no pudiendo por su pobreza pagar maestros, tampoco pudo aprender las primeras letras, sino después de algunos años, lecciones orales de Morallas únicas que recibió en su infancia de labios de su abuela. Sus ocupaciones fueron acompañar a la anciana a las faenas domésticas y rezar el rosario sirviéndose de una cuerda con nudos para llevar la cuenta. 
En los años siguientes, estuvo al servicio de un molinero para ganar su subsistencia y la de su anciana abuela, a la muerte de su abuela Cristóbal se dirigió a Toledo con un sacerdote vicario de monjas a quien ofreció toda clase de trabajos con la condición de que le enseñara a leer, frustrado en sus esperanzas se alejó del vicario en busca de más propicia fortuna, marchó a Valladolid, se dirigió a un señor, pidió que lo sustentara y le enseñara las letras. 
Cuatro años lo emplearon, en los primeros estudios se esforzó en no desmerecer la generosidad del buen señor, cumplió los 14 años de edad y le dijo que sabiendo el joven ya leer y escribir, tenía edad para que solo pudiera sustentarse; Cristóbal veía disipadas sus esperanzas, se resignó a su suerte, seguiría el camino que su protector le demarcase, alentado el joven indicó que tenía voluntad de seguir la carrera de la iglesia, el pensamiento fue bien acogido y Cristóbal comenzó el estudio de gramática latina y de retórica, entre la casa y el colegio estaba un templo de religiosos dominicos en que mañana y tarde entraba nuestro joven para encomendarse a Dios y rezar el rosario que nunca omitía.
Un señor principal de la ciudad, noble y bien acaudalado, veía a Cristóbal y le cobró afecto, lo llamó cierto día y lo llevó a su casa, le expuso que conocía su pobreza y le ofreció su riqueza y protección en todo su valor, le expresó el deseo de seguir la ciencia, pero el rehusó y pidió el consentimiento de su protector, pidió el habito de los religiosos dominicos. En el año del noviciado, dio pruebas de santidad ejemplar en su profesión y que tomó el nombre de Jordán de Santa Catalina, no fue para él un sacrificio penoso 
Estudió después filosofía y parte de teología y luego se le presentó la oportunidad emprendiendo el viaje a México. Terminó sus estudios de teología por el año de 1552, se ordenó de sacerdote y poco después por mandato de sus prelados tomó el camino de Oaxaca. El señor Alburquerque lo trató con gran benevolencia en esta última ciudad; conoció su talento y virtudes, el acierto y prudencia de su juicio y el gran fondo de santidad que poseía; lo nombró maestro de novicios. 
Se tiene a fray Jordán como fundador en Oaxaca de la orden a que pertenecía. Su mayor anhelo era comunicar a los demás su mismo vigor, encender en ellos el fuego que lo devoraba, por lo que hace a fray Jordán sus acciones extraordinarias, no podían menos que imponer admiración a los de su tiempo, mientras fray Jordán, recorría los pueblos de la sierra ocupado asiduamente a los indios en la fe católica, se padecía una fuerte carestía de semilla por falta de agua, enseguida entró en el templo y se postró de rodillas ante el altar, su oración fue tan angustiosa que los indios lo veían con turbación, pidió las lluvias, se levantó tranquilo, celebró la santa misa y predicó prometiendo un pronto remedio a las necesidades; en efecto se desprendieron del cielo torrentes de agua que no dieron lugar a los indios para salir del templo y retirarse a sus casas. Estos hechos semejantes que se contaban persuadían al público de la santidad y poder sobrehumano de fray Jordán, pero lo más admirable fue la predicación a los indios de la sierra. 
Así que fray Jordán trabajaba en su ministerio desde el principio hasta el final del día continuando después sus fatigas durante una gran parte de la noche, cuando la necesidad lo exigía marchaba de un punto a otro, sin reparar en que lloviese o no, sin medir las jornadas, sin servirse de cabalgaduras, sin proveerse de alimentos, a pesar de todo y venciendo toda clase de obstáculos, incluso groserías y calumnias que algunos esparcían en contra de su honor. Fray Jordán aprendió con el tiempo el zapoteco, y consagrando parte de su tiempo al bien espiritual de estos indios en el año de 1559.
El 6 de febrero de 1592, el célebre fray Jordán murió a los casi 100 años de edad sin perder al postrer momento el uso perfecto de sus potencias y sin haber manchado jamás, según aseguran sus confesores, la inocencia de su bautismo. Por eso no debe parecer extraño que a su muerte los oaxaqueños se hayan disputado los pedazos de sus vestidos y que hasta hoy conserve el pueblo su tradicional recuerdo como el de un varón digno de ser reverenciado en los altares.